# Austin Morris 1100/1300 (BMC ADO16)
El Austin 1100/1300 o MG 1100/1300 (nombre oficial, BMC ADO16) fue un automóvil fabricado por la empresa británica British Motor Corporation (BMC), y más tarde por British Leyland. Fue un vehículo familiar muy popular en las décadas de 1960 y 1970.
La BMC deseaba abrir un segmento comercial para la clase media británica fabricando un vehículo que no fuese el ya clásico automóvil deportivo para clases acomodadas.
El vehículo salió al mercado con el nombre de Morris 1100 el 15 de agosto de 1962. La gama se amplió para incluir varias versiones bajo licencia, incluyendo el MG 1100 de doble carburador (1962-1971), el Austin Princess (de octubre de 1962 a 1974), el Austin 1100 (de agosto de 1963 a 1974), el Morris 1100/1300 (1962-1971) y, finalmente, el Wolseley 1100 (1965), el Riley Kestrel (1965) y el Vanden Plas, cuya fabricación se mantuvo en el Reino Unido desde 1963 hasta junio de 1974.  Compartía con el Austin Mini 1300 Cooper los mismos aspectos técnicos negativos y positivos de su diseño.
Aunque la mayoría de los coches se fabricaron en Inglaterra, también lo fueron en España por Authi, y en Italia por Innocenti, entre otros países.

## Antecesor directo

### Austin A 40 Farina
Presentado en 1958, fue producido por BMC en colaboración con la legendaria carrocería y oficina de diseño italiana Pininfarina, y fabricado tanto en Inglaterra como en Italia, donde Innocenti (célebre por sus famosas motonetas Lambretta) se hizo con la licencia. Aunque su configuración era la típica de la época, con motor delantero y tracción trasera, su portón trasero para abrir el maletero en una carrocería de dos volúmenes (3 puertas) le convirtió en el primer hatchback de la historia, por delante del Renault 4 francés (1961-1992, 5 puertas). Su motor era de 948 cc, motor tipo A de la Austin, ya visto en el Austin A30/A35 -antecesor directo del A40 Farina- como en el popular (y ya entonces mítico) Morris Minor. Posteriormente, su cilindrada subió a 1098 cc y 46cv, motor que compartió con el Morris Minor y con su sucesor directo, el BMC ADO 16. El A40 Farina convivió 5 años con el ADO 16 hasta su desaparición en 1967, después de alrededor de 340.000 unidades fabricadas.

## Evolución del BMC ADO16
- Mark I (1962-1967)
- Mark II (1967-1971)
- Mark III (1971-1974)

Los ingenieros liderados por Sir Alec Issigonis que ya tenían confianza en la tecnología del Austin Mini, desarrollaron el proyecto ADO16 que se renombró Morris, Austin y MG 1100, un pequeño automóvil familiar de carrocería metálica y cuatro puertas. Su apariencia era bastante discreta, pero con el bouquet de la elegancia MG, el MG 1100 se ganó la total aceptación del segmento del público al que iba dirigido, siendo un éxito de ventas en Inglaterra. A diferencia de su predecesor, su carrocería no tuvo tercera ni quinta puerta, sino un baúl convencional, siendo un fastback en vez de ser un hatchback. 
El vehículo estuvo en producción desde 1962 hasta 1974, incluyendo la versión mono y carburadores duales. Incluso se exportó a América Latina y fue elegido el automóvil del año(1964) por la revista Ruedas (Wheels Magazine). Se diseñaron además algunas variantes de este mismo automóvil

## Mark II (1967-1971)

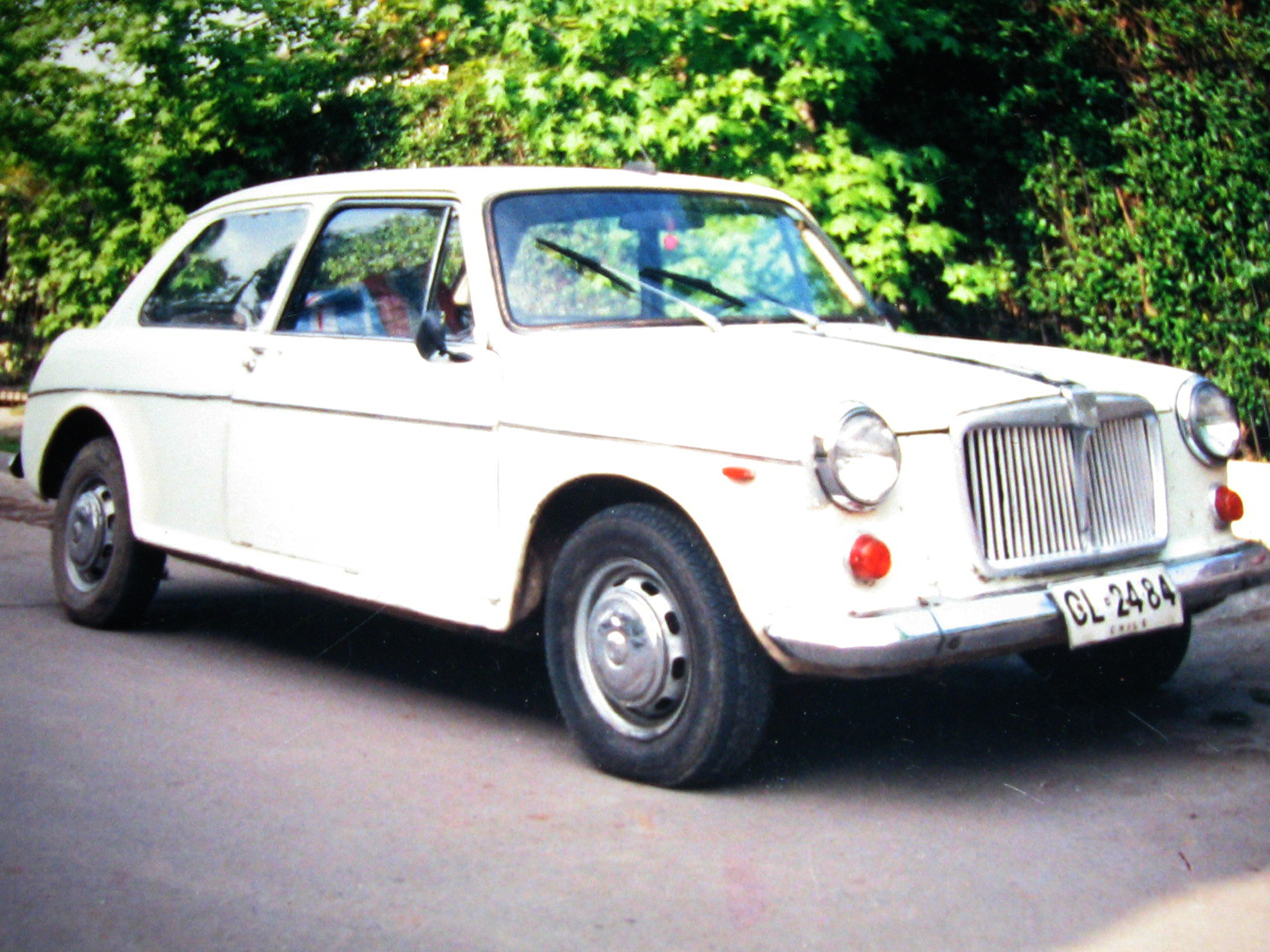
Austin MG 1300 MkII 1972 con carrocería construida en fibra de vidrio.

Los ingenieros de la BMC rediseñaron el MG-1100, añadiéndole el motor de 1275 cc ya visto en el Austin Mini Cooper, pero con un menor nivel de potencia (56 y 65cv en vez de 76) y una apariencia más elegante y deportiva. La elegante máscara metálica de barrotes era el sello de distinción de este vehículo.
Los focos redondos eran biseles en cromado, al igual que las bandas metálicas ornamentales que hacían las veces de bandas protectoras.
Fue un automóvil bastante popular en Europa, pero que no alcanzó las mismas expectativas que el Mini en Latinoamérica.
Poseía una estructura de carrocería metálica; aunque en algunos países como Chile (Arica) se hicieron de fibra de vidrio. Las versiones de fibra de vidrio resultaron ser un 15% más pesadas que las metálicas pero poseían la propiedad de no oxidarse en zonas costeras y eran resistentes a golpes de poca energía.
Su motor transversal Serie A-14 de 1275 cc estaba equipado con doble carburador de aceite que le proporcionaban 57 HP. Era el mismo motor del Mini, pero con una mayor cilindrada. Este mismo motor se usó en el Austin Mini Power 1300.
El motor transversal estaba alojado en un compartimiento un poco más amplio que el del Mini, lo que permitía meter las manos y cuando se retiraba por razones de servicio, se podía apreciar el tamaño de este, respecto del vehículo. Es todavía posible ver sus carrocerías o restos de ellas en botaderos clandestinos o simplemente abandonadas en despoblados.
En Chile, se impuso en los estratos medios altos como un símbolo de clase, pero no logró desplazar al Mini en los sectores medios.

### Rasgos positivos

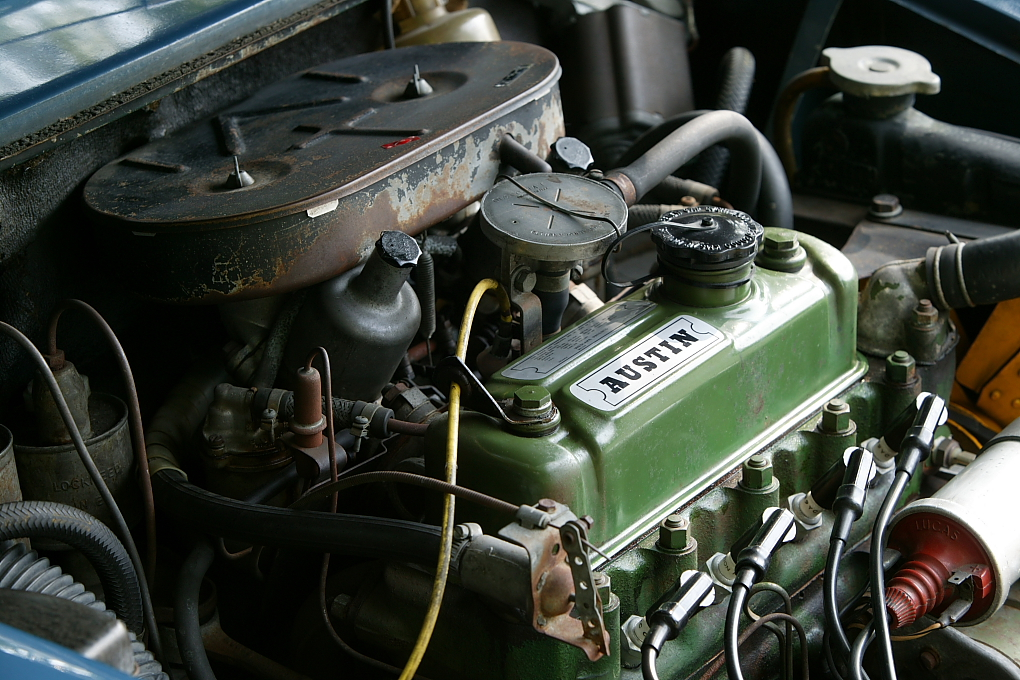
Motor 1300 cc Austin Morris, similar al usado por el MG 1300 MK II (obsérvese el doble carburador SU)

Poseía un elegante tablero de madera en imitación de nogal, en el que destacaban los instrumentos analógicos cromados muy elegantes, similares a los de Austin Mini.
La máscara cromada de barrotes verticales tipo Partenón le confería una elegante apariencia que le brindaba cierto grado de distinción y clase.
Su potencia de 57 HP le permitía alcanzar velocidades elevadas en poco tiempo y se usaron en carreras callejeras discretas.
Existía la versión de 4 puertas en carrocería metálica (de procedencia inglesa) y de dos puertas en fibra de vidrio.
No poseían chasis completo, solo los marcos que sustentaban los trenes delanteros y traseros, el resto de la estructura de soporte lo constituía la misma carrocería.
Usaba los llamados "pulmones" o muelles hidráulicos del sistema hydrolastic Moulton como Suspensión hidroelástica interconectada entre ejes que le proporcionaban una suavidad muy notable en terreno escabroso.
Usaba un líquido hidráulico compuesto de glicol (etilenglicol o propilenglicol) al 30%, agua, anticorrosivos y antiespumantes. Para inyectar la mezcla se usaba una máquina especial.
Los frenos eran del tipo balatas en las ruedas traseras y pastillas en las delanteras.
El interior era forrado en tevinil negro para los laterales en base de madera de cholguán y blanco hueso para el cielo del techo.
Las versiones en fibra de vidrio se quebraban ante un impacto o choque fuerte y existían verdaderos artesanos de la fibra que reparaban estos vehículos sin que quedasen huellas del impacto.
Su diseño moderno le permitió no verse anticuado ante otro vehículos similares de la época ochentera y aún en la década de su decadencia de los 90.

### Rasgos negativos
Algunos defectos que tenía la versión en fibra de vidrio consistían en que no era completamente a prueba de lluvia, de forma que se podía inundar su maletero, dejando fuera de servicio la bomba eléctrica de combustible situada en su interior.
En sí el vehículo era muy fiable, pero requería una constante atención al mantenimiento y al recambio oportuno de repuestos.
Otro de los defectos era su radio de giro mínimo demasiado amplio, que no le permitía al usuario salir de lugares con poco espacio en una sola maniobra.
El maletero de este vehículo era más bien pequeño, y además albergaba la bomba de combustible en su interior.
Los pulmones hidráulicos Moulton eran bastante caros y susceptibles de resecarse por el calor proveniente del motor, la superficie de la goma expuesta en el casquete se cuarteaba y luego al menor esfuerzo hidráulico se rompían en su parte superior irreparablemente.
Un defecto que se subsanó más tarde era el de la energía eléctrica que era suministrada por una dínamo que ante las exigencias nocturnas en tiempos fríos era muy insuficiente. El problema se subsanaba con la sustitución de la unidad original por un alternador.
Uno de los fallos más notorios era el prematuro desgaste de las crucetas en el tren delantero que revolucionaban a unos 3 cm del cárter, que una vez rotas sin previo aviso, rozaban y dañaban gravemente el cárter hecho en aluminio literalmente rasgándolo, apenas estas se vencían.
La afanosa tarea de regulación de los dobles carburadores al fino aceite 20w-20 implicaba estar siempre orbitando los talleres especializados para su correcta puesta a punto de los carburadores, que en perfectas condiciones daban un rendimiento de hasta 12 km/L. Algunos buscaron la economía sustituyendo el carburador doble por el carburador simple del Mini 1100, que efectivamente ayudaba un poco al ahorro de combustible, pero restaba fuerza al motor.

### Obsolescencia

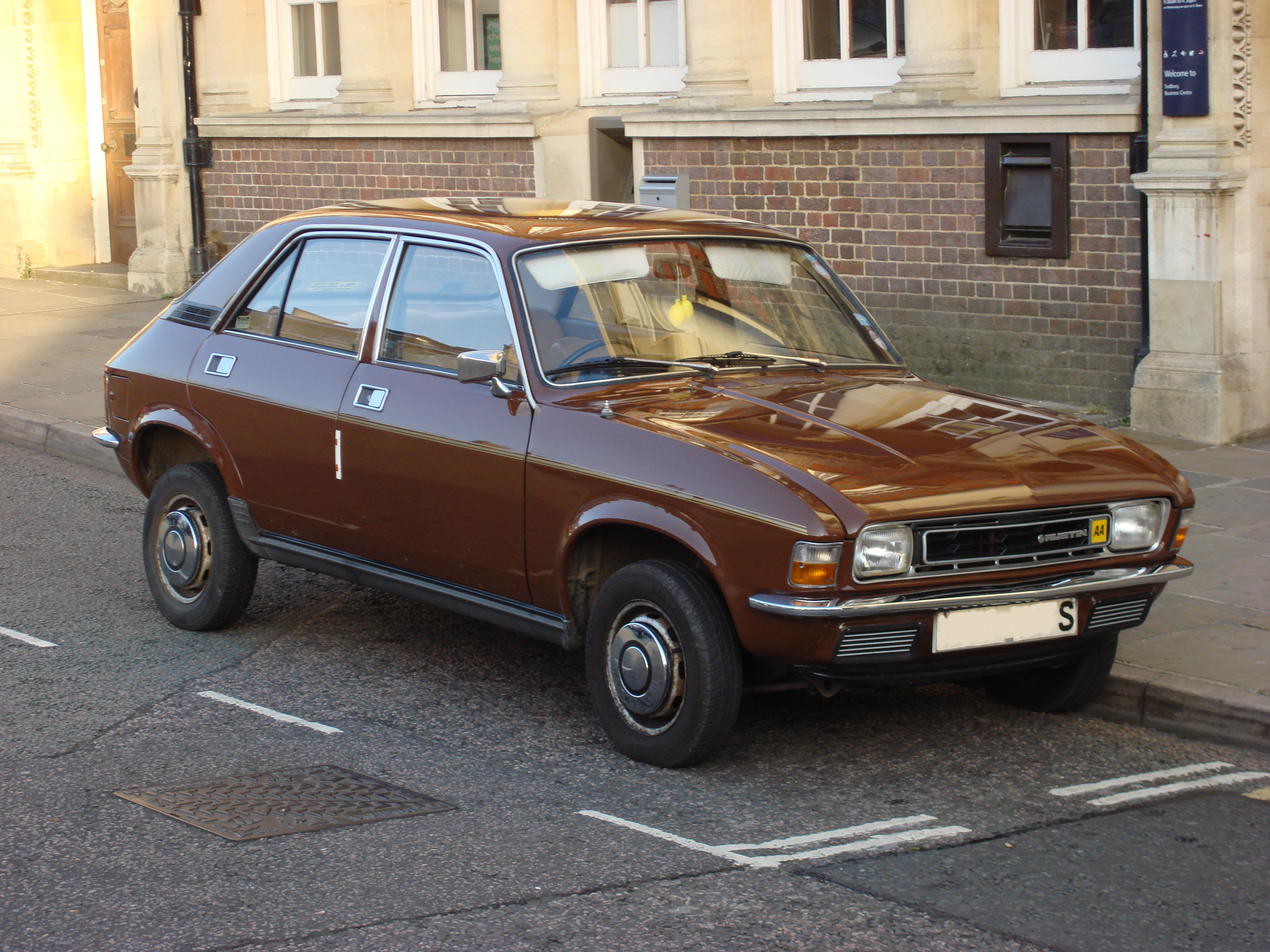
Austin Allegro 1300, sucesor del MG 1300 MK II

La producción de este vehículo se suspendió definitivamente en Inglaterra en 1969 y en Chile en 1974. La venta de repuestos en Chile decayó bruscamente con la entrada del nuevo siglo y el predominio de los autos de origen asiático, destinando a los vehículos sobrevivientes al desarme y abandono o transformándolo en un vehículo de colección de algunas fortunas particulares.
En Chile, la Leyland intentó introducir el Austin Allegro (con buena aceptación en Europa) el cual era de motorización muy similar al MG 1300 MKII, pero de líneas más modernas. Solo unas cuantas unidades fueron comercializadas, la mayoría fueron a dar a colecciones privadas.
En efecto, en Chile este automovíl desapareció de circulación a fines de los 90 cuando los nuevos vehículos japoneses y principalmente los de procedencia coreana lo desplazaron del mercado y las casas comerciales dejaron de importar repuestos desde la Leyland.
Aun así, algunos coleccionistas los mantienen en muy buen estado y en versiones originales. Hoy en día, aunque es muy raro ya, es posible verlo todavía en ciudades costeras de Chile, en zonas rurales donde es bien apreciado por su fuerza y porque su carrocería no se oxida.